# Dieter Brandes (Maueropfer)

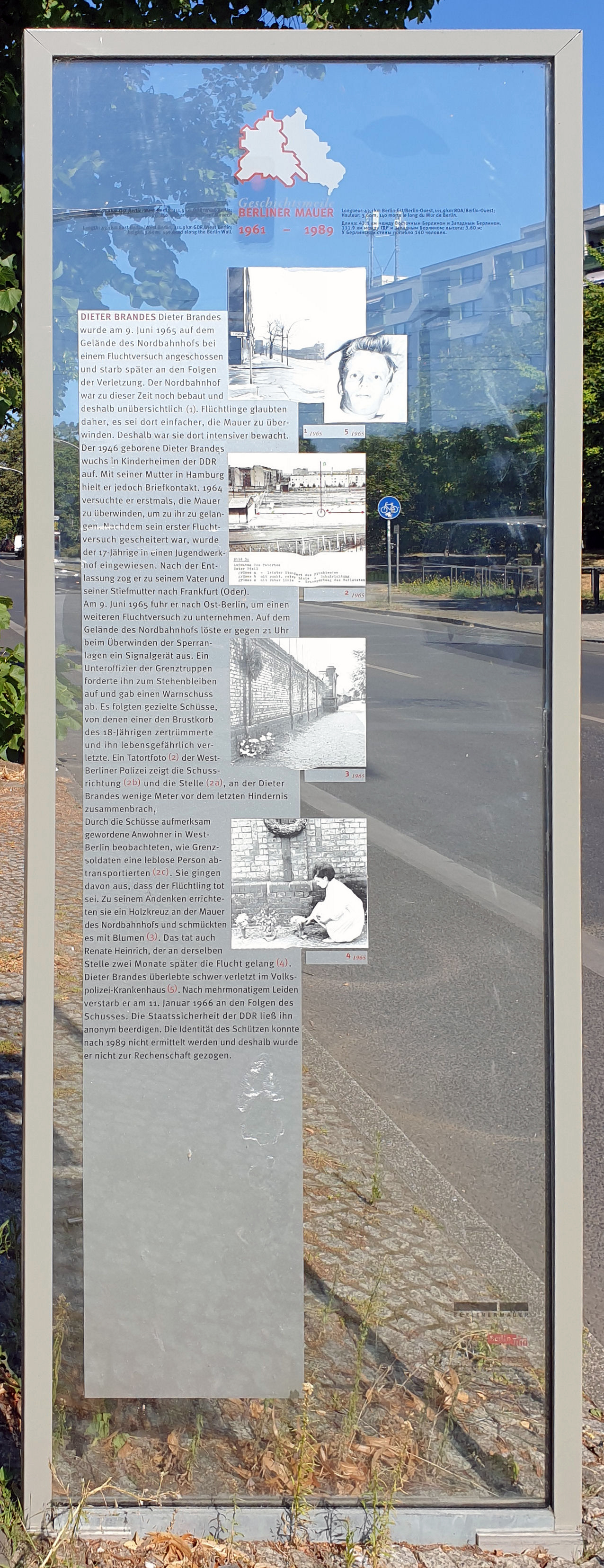
Gedenktafel, Gartenstraße Ecke Julie-Wolfthorn-Straße

Dieter Brandes (* 23. Oktober 1946 in Frankfurt (Oder); † 11. Januar 1966 in Ost-Berlin) war ein Todesopfer an der Berliner Mauer. Ein Angehöriger der Grenztruppen der DDR verletzte ihn bei einem Fluchtversuch aus der DDR schwer. Er erlag den Folgen der Verletzungen.

## Leben
Dieter Brandes wuchs ohne seine Eltern in verschiedenen Kinderheimen und Erziehungsanstalten der DDR auf. Seine Mutter lebte in Hamburg und sein Vater neu liiert in Frankfurt an der Oder. Im Alter von 17 Jahren versuchte er zum ersten Mal, aus der DDR zu fliehen. Der Versuch scheiterte und brachte ihn in einen Jugendwerkhof in Sömmerda. Als er die Anstalt 1964 verließ, ging er zu seinem Vater nach Frankfurt an der Oder und nahm dort eine Tätigkeit als Bauarbeiter auf.
Am 9. Juni 1965 fuhr Brandes nach Ost-Berlin und versuchte über das Gelände des Nordbahnhofs nach West-Berlin zu fliehen. Dabei löste er gegen 21 Uhr ein Alarmsignal aus. Ein Angehöriger der Grenztruppen der DDR eröffnete nach einem Warnruf das Feuer auf ihn und verletzte ihn schwer am Brustkorb und an der Lunge. Von den Grenztruppen abtransportiert und zur Erstversorgung ins Krankenhaus der Volkspolizei gebracht, starb Brandes, der durch die Verletzung querschnittsgelähmt war, sieben Monate später in einem Ost-Berliner Krankenhaus an den Folgen der Schüsse. Auf Druck der DDR-Staatssicherheit musste der Vater seinen Sohn Dieter anonym als Urne auf dem Friedhof Baumschulenweg beerdigen.
Die Szene wurde von West-Berliner Anwohnern der nahen Ernst-Reuter-Siedlung beobachtet. Die Presse West-Berlins berichtete über den Vorfall. Da Brandes beim Abtransport leblos wirkte, gingen die Beobachter von seinem Tod aus und stellten in der Nähe ein Holzkreuz zu seiner Erinnerung auf, ohne seinen Namen zu kennen. Die Ermittlungen gegen Brandes wegen sogenannter „Republikflucht“  wurden im Oktober eingestellt, als sich abzeichnete, dass er nicht mehr haftfähig werden würde. Der Schütze und seine Vorgesetzten bekamen für ihr Handeln eine Auszeichnung verliehen. Der Vorfall wurde bei der Zentralen Erfassungsstelle der Landesjustizverwaltungen in Salzgitter registriert. Nach der Deutschen Wiedervereinigung nahm die Staatsanwaltschaft Berlin 1990 Ermittlungen auf, die 1996 eingestellt wurden, nachdem die Schützen nicht  ermittelt werden konnten.